# Stenobothrus burri
Stenobothrus burri är en insektsart som beskrevs av Karabag 1953. Stenobothrus burri ingår i släktet Stenobothrus och familjen gräshoppor. Inga underarter finns listade i Catalogue of Life.